# Enicmus duplicatus
Enicmus duplicatus is een keversoort uit de familie schimmelkevers (Latridiidae). De wetenschappelijke naam van de soort werd in 1878 gepubliceerd door John Lawrence LeConte.